# 塞東尼亞區
40°44′N 9°28′W / 40.74°N 9.46°W

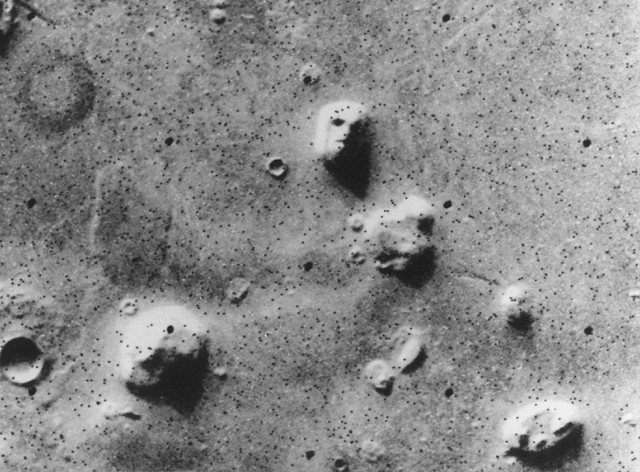
海盜1號拍攝的部分塞東尼亞區照片；1976年7月25日公開（右上方為北方）。著名的「火星人臉」在照片中心上方不遠處。

塞東尼亞區（Cydonia）是火星一個有許多小丘陵的區域。這個區域因為被發現有很像人臉和金字塔的丘陵而引起科學家和一般大眾注意。這名字原本是指火星表面一些早期在地球上以望遠鏡觀測時所發現色調與其他地區不同的反照率特徵區域。今日該區可再細分成三個區域：「塞東尼亞桌山群」（Cydonia Mensae），有許多桌山聚集的區域。「塞東尼亞丘陵群」（Cydonia Colles），許多小丘陵在該區被發現。「塞東尼亞迷宮」（Cydonia Labyrinthus）則有複雜的峽谷群。名字由來是克里特島的一個希臘城邦Kydonia。

## 位置
塞東尼亞區位於火星北半球，火星南方隕擊高原和北方大平原的交界處。部分行星科學家認為火星北方大平原古代可能是海洋，而塞東尼亞區可能是火星古代的海岸線。

## 被發現時的影像
在海盜1號於1976年7月25日拍攝位於北緯40.75°，西經9.46°的塞東尼亞桌山群時發現了「火星上的臉」。當這影像公開時，海盜號計畫團隊的首席科學家格里·索芬（Gerry Soffen）將編號35A72影像中這個「臉」解釋是光線和陰影的錯覺。但第二張該區的影像，編號70A13，也發現了這張「臉」；該影像是在海盜號在拍攝了編號35A72的影像後再環繞35圈時拍攝的，這時太陽光入射角已有差異。這之後的發現則是由NASA戈達德太空飛行中心的兩位電腦工程師文森特·迪皮特羅（Vincent DiPietro）和格雷戈里·莫勒纳尔（Gregory Molenaar）獨立發現。迪皮特羅和莫倫拿發現了35A72和70A13這兩個歸檔錯誤的影像 。
塞東尼亞區是海盜1號和海盜2號軌道器首先拍攝細節的區域，總共拍攝了18張。其中7張解析度比 250 m/pixel 要好；其他11張則比 550 m/pixel 來得差而無法作為研究用途。那7張較好的影像中其中兩對影像因為拍攝時間和光線方向極為接近，而簡化為5幅影像。在《Mission to Mars:  Viking Orbiter Images of Mars》影像資料光碟中這些影像編號是：35A72 (VO-1010)、70A13 (VO-1011)、561A25  (VO-1021)、673B56 和 673B54 (VO-1063)、753A33 和 753A34 (VO-1028)。部分區域後來由火星全球探勘者號、火星快車號和火星偵察軌道器拍攝解析度更好的影像。
火星上發現類似人臉的消息引起了相信外星生命和人與外星生物接觸的個人或團體注意，這些影像也在1977年一些相關刊物出現。有些評論家，如理查德·霍格蘭（Richard C. Hoagland）相信這張「臉」與其他火星表面地表特徵是火星已消失生命曾經存在的證據；他也認為類似金字塔的結構是高智慧生命的廢墟一部份。許多分析海盜號拍攝影像研究人員認為這個臉可能不是觀察條件下無意間的結果。當有些人把火星上的「臉」做為科學課題研究時，天文學家卡爾·薩根在他的書《魔鬼出沒的世界》中對此大肆批評。

### 之後的照片

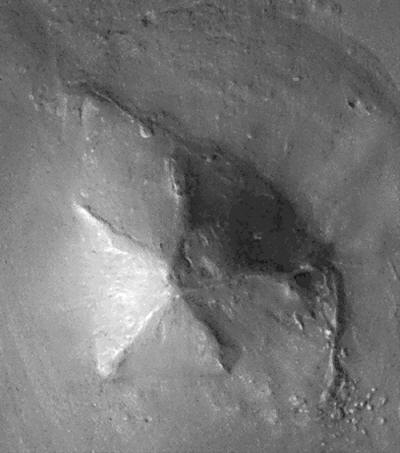
這個金字塔狀結構有個非正式名稱："D & M pyramid"，以NASA兩位電腦工程師文森特·迪皮特羅（Vincent DiPietro）和葛雷哥里·莫倫拿（Gregory Molenaar）命名。

在海盜1號拍攝該區第1張照片20幾年後，許多探測器對塞東尼亞區進行觀測；這些探測器有火星全球探勘者號、火星偵察軌道器和火星快車號。和海盜號所拍攝相對解析度較低影像相比，這些新探測器拍攝了高解析度影像；例如火星快車號的影像解析度至少可達到 14 m/pixel 。靠著合併火星快車號的高分辨率立體相機（HRSC）和火星全球探勘者號的火星軌道器相机（MOC）拍攝的影像也許可以做出「火星上的臉」的立體影像。
現在這個「臉」被認為是錯視，也是幻想性錯覺的一個例子。在分析了火星全球探勘者號的影像資料後，NASA表示：「在使用許多影像分析細節後，這是一座自然的小山丘被人們幻想成人臉，是因為視角和光線的角度關係」。類似的錯覺也可在地球上被發現；例如山之老人「Old Man of the Mountain」、平台石（Pedra da Gávea）、霍伊島老人石礁（Old Man of Hoy）和 荒原守護者（Badlands Guardian）。

## 大眾文化中的塞東尼亞區
塞東尼亞區經常在電影、電視影集、電腦遊戲、漫畫甚至流行音樂中出現。

### 電影
- 火星任務

### 電視影集
- X檔案
- 乃出個未來

### 流行音樂
- 繆斯樂隊《Knights of Cydonia》

## 外部連結
| Astronomy - Viking Project （页面存档备份，存于）, NASA - 30th Anniversary of Viking （页面存档备份，存于）, NASA - Mars Express （页面存档备份，存于）, ESA (NASA page （页面存档备份，存于）) - Mars Global Surveyor （页面存档备份，存于）, NASA - High-resolution images of Cydonia （页面存档备份，存于）, Mars Express orbiter - Astronomy Picture of the Day 25-9-06 （页面存档备份，存于）, recent visual of the Face on Mars - Astronomy Picture of the Day 26-9-06 （页面存档备份，存于）, recent visual of the Cydonia region (including the Face on Mars) - Discussion of MOC and "Face on Mars" （页面存档备份，存于）, Malin Space Science Systems (also, Face on Mars （页面存档备份，存于）) - Cydonia Mensae （页面存档备份，存于） at Google Mars - Independently processed Cydonia Images （页面存档备份，存于） - Interactive 3D "Face on Mars" （页面存档备份，存于）, Shockwave piece at MarsQuest Online （页面存档备份，存于）. - http://www.geody.com/geolook.php?world=mars&lat=41.347994&lon=-9.238214 （页面存档备份，存于）, Hoagland's official website - Face on Mars （页面存档备份，存于）, entry in the Skeptic's Dictionary | 维基共享资源 上的相关多媒体资源： 塞東尼亞區 |